# Fighting Pose wa date ja nai!
„Fighting Pose wa date ja nai!” (jap. ファイティングポーズはダテじゃない! Faitingu Pōzu wa date ja nai!) – drugi singel zespołu Berryz Kōbō, wydany 28 kwietnia 2004 roku przez wytwórnię Piccolo Town.
Singel osiągnął 25 pozycję w rankingu Oricon i pozostał na liście przez 3 tygodnie, sprzedano 9634 egzemplarzy.

## Lista utworów
| Nr | Tytuł | Słowa  | Kompozycja | Aranżacja        | Czas |
| -- | --- | ------ | ---------- | ---------------- | ---- |
| 1. | "Fighting Pose wa date ja nai!" (jap. ファイティングポーズはダテじゃない! Faitingu Pōzu wa date ja nai!) | Tsunku | Tsunku     | Yuichi Takahashi |      |
| 2. | "Natsu wakame" (jap. 夏わかめ)                                                                           | Tsunku | Tsunku     | Yuichi Takahashi |      |
| 3. | "Fighting Pose wa date ja nai!" (jap. ファイティングポーズはダテじゃない!) (Instrumental)                |        | Tsunku     | Yuichi Takahashi |      |